# Heta
För andra betydelser, se Heta (olika betydelser).
Heta (grekiska ἧτα héta) (versal: Ͱ, gemen: ͱ) är en bokstav i det grekiska alfabetet. Dess ljudvärde var ursprungligen ett enkelt [h]. När alfabetet standardiserades i Grekland i slutet av 400-talet f.Kr., d v s strax före 300-talet f.Kr., hade det där förändrats mer åt ett öppnare [h], men i kolonierna på Sicilien och i Italien fortsatte bokstaven att användas för h-ljudet, vilket ledde till att eta i det latinska alfabetet motsvaras av H, h. Heta är ett derivat av eta, som stundom användes under antiken inom dialekter där h-ljudet hade bevarats.
Enligt Nationalencyklopedin var heta också ett annat namn för eta.
Se B F Cook, "Greek Inscriptions" i serien Reading the Past, British Museum 1987, om obligatoriet att använda det joniska alfabetet i athenska dokument fr o m 403/2 f.Kr.

## Unicode
|   | decimalt | hexadecimalt | HTML |
| - | -------- | ------------ | ---- |
| Ͱ | 880      | 3D8          |      |
| ͱ | 881      | 3D9          |      |